# Puma (lehké obrněné vozidlo)
Puma je italská rodina lehkých kolových obrněných vozidel vyráběných konsorciem společností Iveco a OTO Melara (neplést s německým pásovým bojovým vozidlem pěchoty Puma). Jejich hlavním uživatelem je Italská armáda. Italské označení je lehké obrněné vozidlo Veicolo Blindato Leggero (VBL). V konfiguraci 4×4 slouží primárně k průzkumu a v konfiguraci 6×6 jako obrněný transportér pro pěchotní, výsadkové a horské jednotky. Menší počty nadbytečných vozidel později získaly další země, jako Džibutsko, Libye a Ukrajina.

## Historie

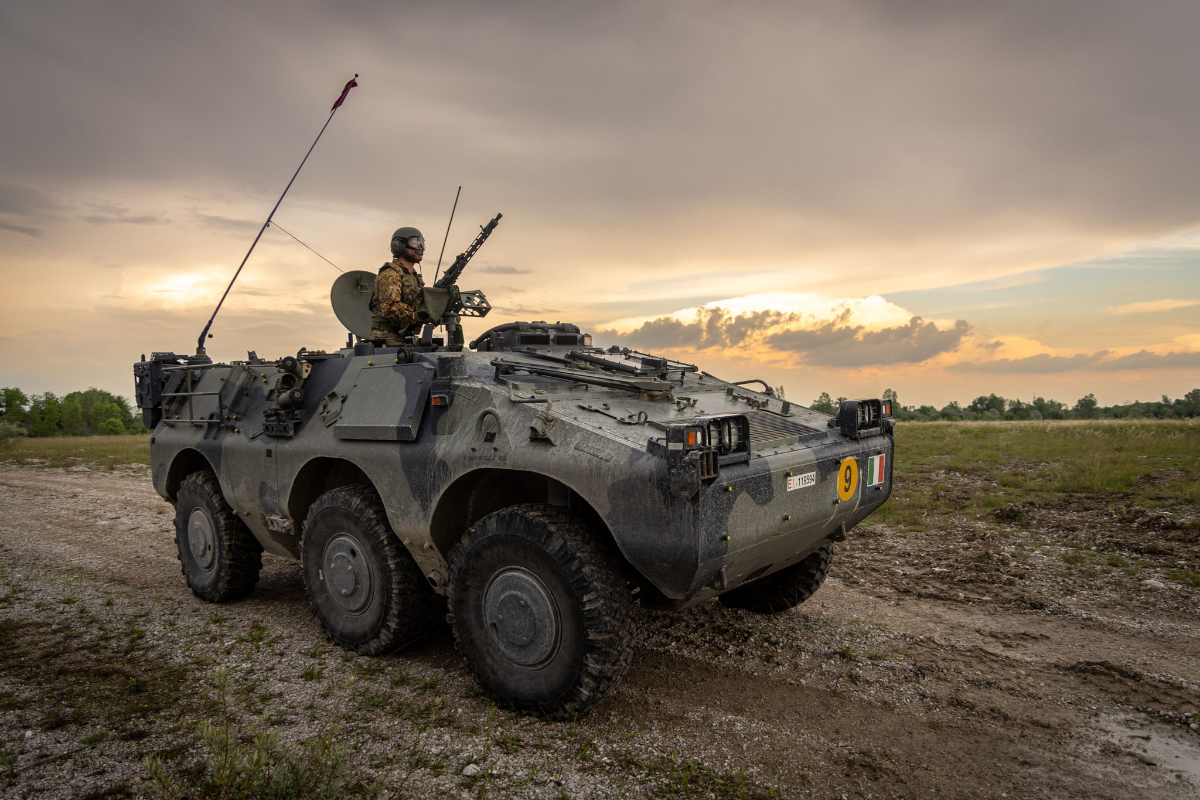
Puma 6×6 v roce 2025

Práce na vozidle Puma začaly v 80. letech 20. století. Základem se stalo vozidlo FIAT Iveco 6634 AVL. Vozilo bylo vyvinuto pro italské lehké a mechanizované síly jako doplněk vozidla palebné podpory B1 Centauro (obvykle měly společně operovat dvě vozidla Centauro a čtyři vozidla Puma 4×4). První prototyp byl dokončen roku 1988, druhý prototyp roku 1989 a tři další prototypy roku 1990. Roku 1999 Itálie objednala 330 vozidel v konfiguraci 4×4 a 250 vozidel v konfiguraci 6×6 (jinde uvedeno dodání 300 kusů 4×4 a 240 kusů 6×6, nebo 180 kusů 4×4 a 380 kusů 6×6).
Sériová výroba začala roku 2002 a první vozidla byla dodána roku 2003. Vyvinuto bylo několik specializovaných verzí vozidla (velitelské, obrněná ambulance, 81mm minomet, nosič protiteladlových řízených střel Mistral, nosič protitankových řízených střel TOW a MILAN).

## Popis

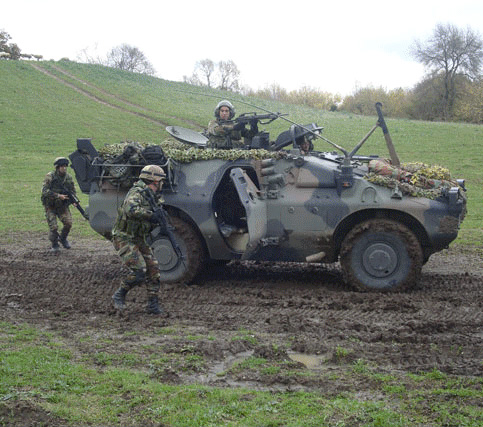
Puma 4×4

Puma má celosvařovaný ocelový pancéřový trup s motorem v přední části. Do klimatizačního systému je integrován systém ochrany posádky proti jaderným, chemickým a biologickým zbraním. Pancéřování je velmi slabé.
Řidič sedí v levé straně korby. Posádku vozidla Puma 4×4 tvoří řidič a tři vojáci. U vozidla Puma 6×6 je to řidič a šest vojáků. Základní výzbroj verze Puma 4×4 tvoří 7,62mm kulomet, nebo 12,7mm kulomet, nebo 40mm automatický granátomet. Základní verzí verze Puma 6×6 je 12,7mm kulomet M2HB, v některých případech 7,62mm kulomet. Speciální verze Puma 6×6 jsou vyzbrojeny 81mm minometem, protiletadlovými střelami Mistral, nebo protitankovými střelami typů TOW a MILAN. Vozidla pohání čtyřválcový turbodiesel Iveco 8042.45 o výkonu 132 kW s licenční pětistupňovou automatickou převodovkou Renk. Nejvyšší rychlost na silnici přesahuje 100 km/h. Dosah je 700 km. Vozidla lze přepravit vzduchem (např. menší pojme vrtulník CH-47 Chinook).
Roku 2007 Itálie vybavila devatenáct vozidel Puma 6×6 12,7mm kulometem ve zbraňové stanici Hitrole.

## Uživatelé

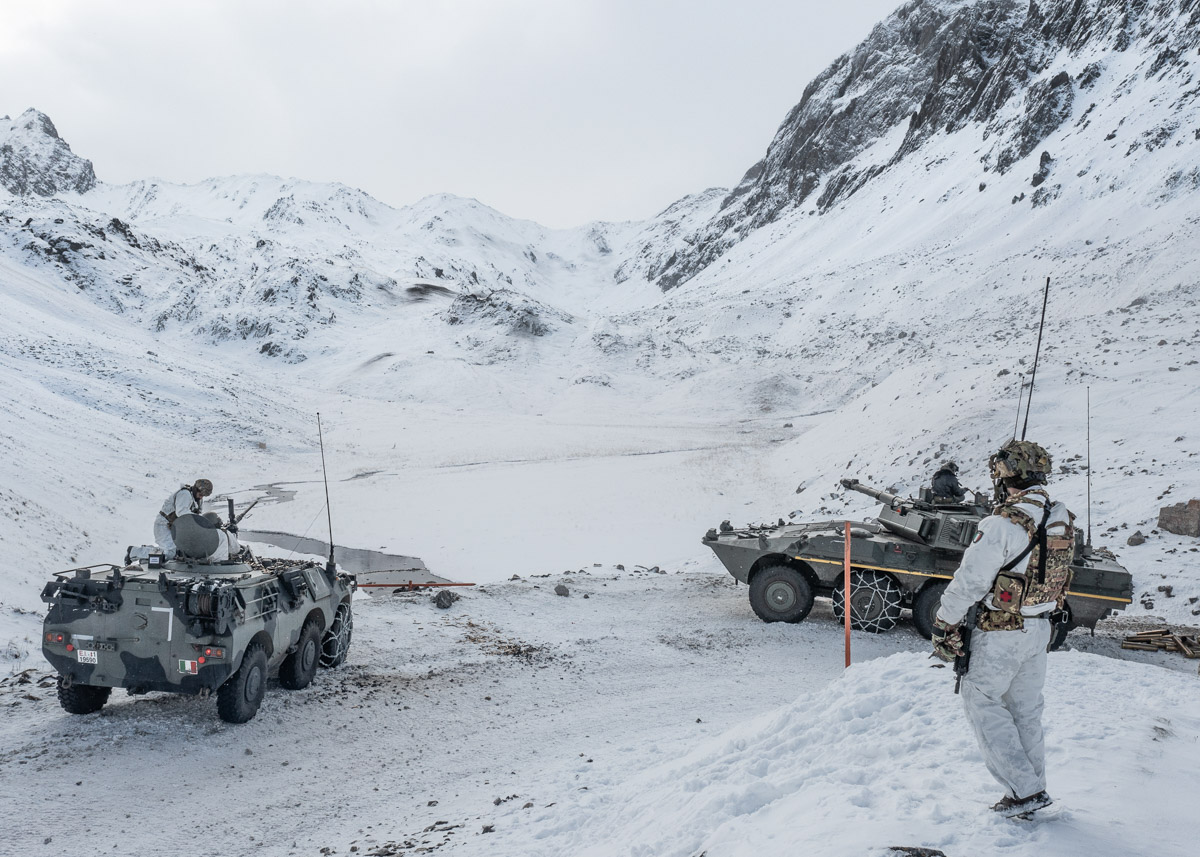
Vozidla Puma 6×6 a B1 Centauro během výcviku

- Argentina – Dvě vozidla pro výcvik.

- Džibutsko[1]

- Itálie – Vyrobeno 330 kusů v konfiguraci 4×4 a 250 kusů v konfiguraci 6×6. Vozidla Puma 4×4 zařadilo osm jízdních pluků a dva pluky speciálních sil italské armády. Vozidla Puma 6×6 zařadil pluk námořní pěchoty Serenissima, výsadkový pluk Folgore, 66. výsadkový pluk Trieste a horské pluky Alpini.[2] V roce 2025 zůstávalo v provozu 199 vozidel Puma 6×6 a neupřesněný počet vozidel Puma 4×4. Ve stejném roce Itálie zahájila hledání náhrady za tento již velmi zastaralý typ.[3]

- Libye – Roku 2013 dodáno dvacet vozidel Puma.[6]

- Ukrajina – Nejméně tři vozidla získána darem z Itálie.[3] Nejméně jedno vozidlo Puma 6×6 na Ukrajině zničeno.[4]